# Diocesi di Macerata

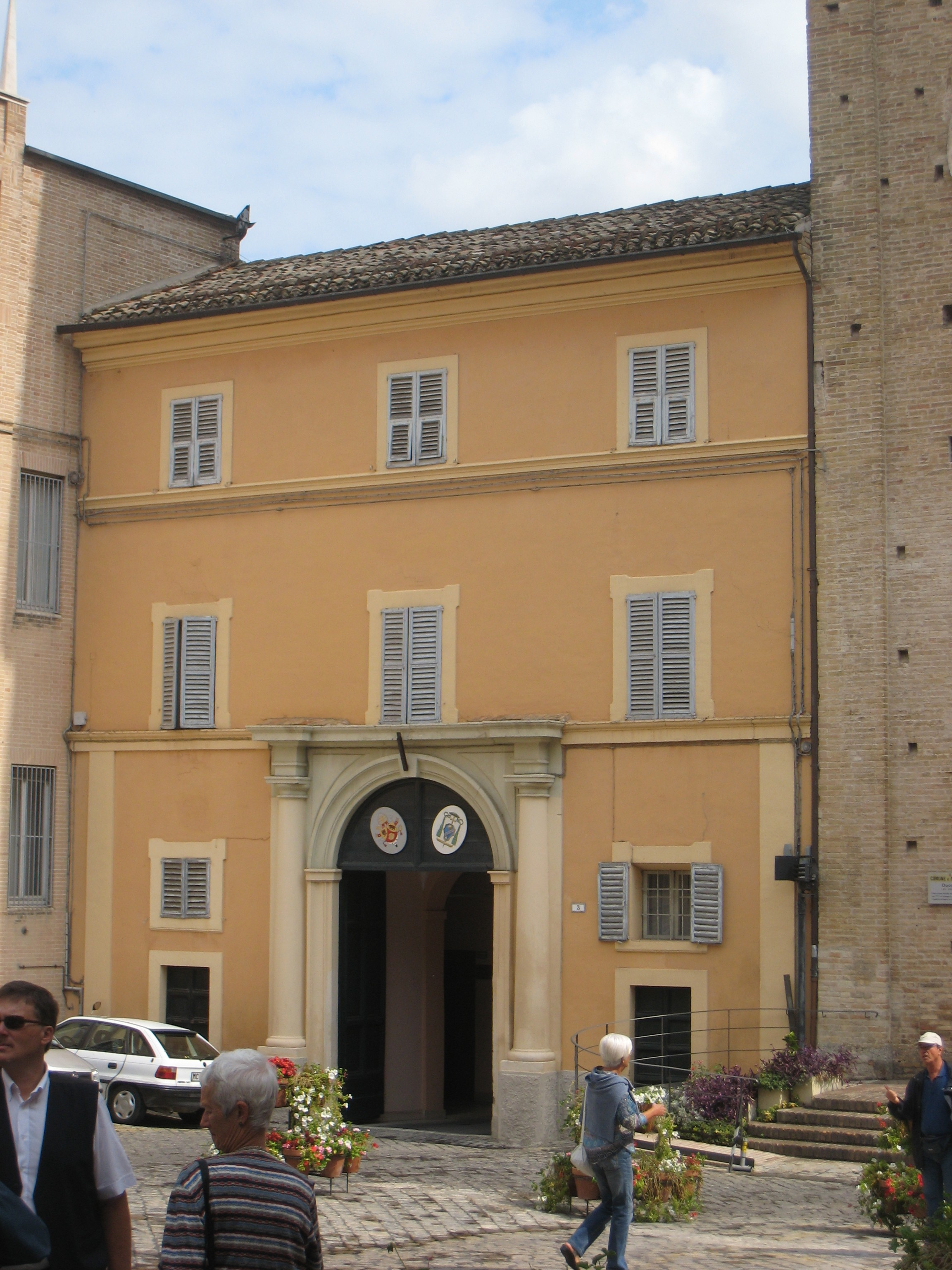
Il palazzo vescovile di Macerata.

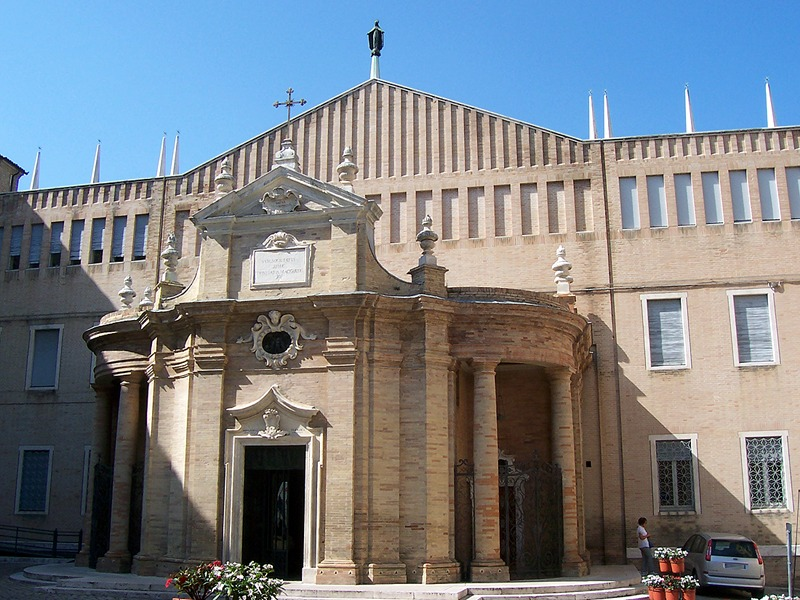
Il santuario-basilica di Santa Maria della Misericordia a Macerata, patrona della diocesi.

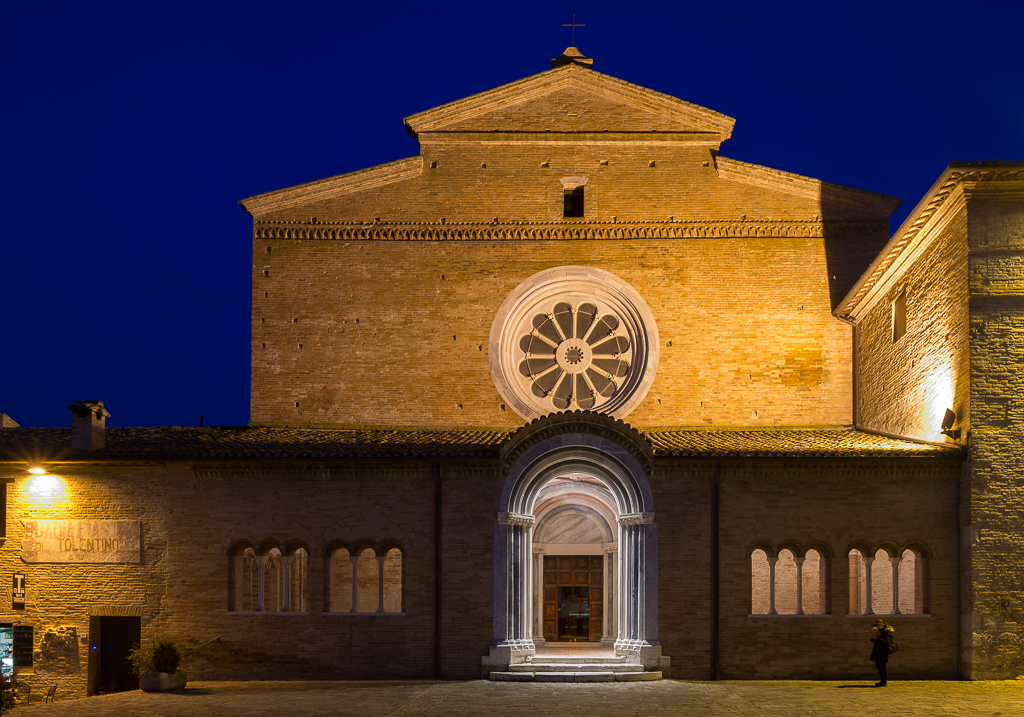
Abbazia di Chiaravalle di Fiastra, nei pressi di Tolentino, fondata dai monaci cistercensi dell'abbazia di Chiaravalle di Milano nel XII secolo.

La diocesi di Macerata (in latino Dioecesis Maceratensis) è una sede della Chiesa cattolica in Italia suffraganea dell'arcidiocesi di Fermo appartenente alla regione ecclesiastica Marche. Nel 2023 contava 139.200 battezzati su 144.890 abitanti. È retta dal vescovo Nazzareno Marconi.

## Territorio
La diocesi comprende 13 comuni marchigiani della provincia di Macerata: Appignano, Cingoli, Colmurano, Macerata, Montecassiano, Montefano, Montelupone, Pollenza, Porto Recanati, Recanati, Tolentino, Treia ed Urbisaglia.
Sede vescovile è la città di Macerata, dove si trova la cattedrale di San Giovanni. A Macerata si trova anche il duomo di San Giuliano, ex cattedrale, così come a Tolentino, Recanati, Cingoli e Treia si trovano il duomo di San Catervo, il duomo di San Flaviano, il duomo di Maria Assunta e il duomo della Santissima Annunziata, un tempo cattedrali delle rispettive diocesi. Nel territorio sorgono anche due basiliche minori: la basilica di San Nicola da Tolentino a Tolentino; e il santuario-basilica di Santa Maria della Misericordia a Macerata.
Il territorio si estende su 745 km² ed è suddiviso in 67 parrocchie, raggruppate in 5 vicariati: Cingoli, Macerata, Recanati, Tolentino e Treia.

## Comunità religiose
Nel 2018 la diocesi comprendeva le seguenti comunità religiose:

### Comunità religiose maschili
- Ordine dei frati minori cappuccini (Macerata)
- Ordine dei frati minori (Macerata e Treia)
- Società salesiana di San Giovanni Bosco (Macerata)
- Ordine cistercense (Tolentino)
- Ordine di Sant'Agostino (Tolentino)
- Servi di Maria (Montefano)
- Congregazione della Passione di Gesù Cristo (Recanati)
- Missionari della fede (Porto Recanati)

### Comunità religiose femminili
- Figlie dell'Addolorata (Macerata)
- Monache domenicane (Macerata)
- Monache clarisse (Pollenza)
- Suore di San Giuseppe di Torino (Macerata)
- Maestre pie Venerini (Tolentino)
- Monache carmelitane scalze (Tolentino)
- Figlie di Santa Maria della Divina Provvidenza (Recanati)
- Ancelle del Sacro Cuore di Gesù agonizzante (Montelupone)
- Suore adoratrici del Sangue di Cristo (Recanati)
- Monache benedettine (Cingoli)
- Suore terziarie francescane (Cingoli)
- Fraternità del Santissimo Nome di Gesù (Cingoli)
- Congregazione di San Giovanni Battista (Passo di Treia)

## Storia

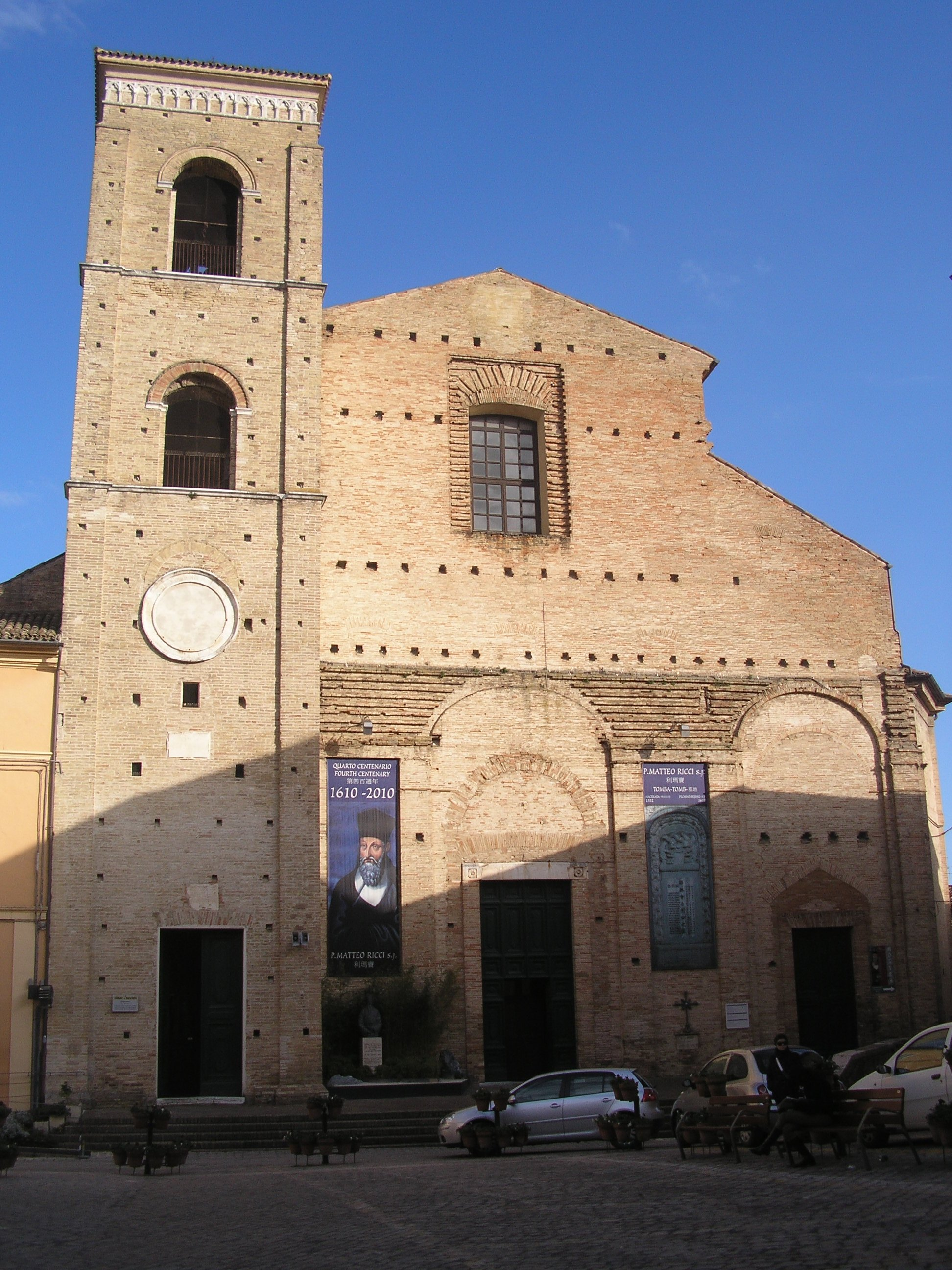
Il duomo di San Giuliano a Macerata, ex-cattedrale della diocesi.

La diocesi di Macerata, con territorio ricavato dalle diocesi di Fermo e di Camerino, è stata eretta il 18 novembre 1320 con la bolla Sicut ex debito di papa Giovanni XXII a spese della ghibellina Recanati, di cui incorporò il territorio. Quando Recanati riottenne la sede episcopale nel 1356, le due diocesi furono unite aeque principaliter. Ad eccezione del periodo 1516-1571, l'unione perdurò fino a marzo 1586.
La diocesi in origine era immediatamente soggetta alla Santa Sede e si estendeva fino al mare comprendendo, con Recanati, anche il territorio di Loreto.
Il 17 marzo 1586 cedette una larga porzione di territorio per l'erezione della diocesi di Loreto, comprensiva della regione di Recanati. Questo ridusse di molto il territorio maceratese, che fu ingrandito da papa Sisto V nel 1588 con i comuni di Pollenza e di Urbisaglia, sottratti alla giurisdizione del vescovo di Camerino.
Il 10 dicembre 1586 fu eretta la diocesi di Tolentino, che fu unita aeque principaliter alla sede di Macerata. Il 24 maggio 1589 le due diocesi divennero suffraganee dell'arcidiocesi di Fermo, contestualmente elevata al rango di sede metropolitana. Per compensare Macerata della perdita dell'immediata soggezione alla sede romana, Sisto V istituì in quello stesso anno nella città il tribunale della Sacra Rota, a cui sottopose lo stesso arcivescovo di Fermo.
Tra i vescovi che attuarono in diocesi le riforme decise dal concilio di Trento, si deve menzionare in modo particolare Galeazzo Moroni, il quale, durante il suo lungo episcopato (1573-1613), compì un'attenta visita pastorale, celebrò cinque sinodi diocesani, tentò di fondare il seminario e favorì l'arrivo dei domenicani e dei somaschi. Nel 1544 e nel 1561 a Macerata avevano fondato le loro residenze i cappuccini e i gesuiti.
Il seminario fu istituito dal suo successore, il vescovo Felice Centini nel 1615; l'ultima sua sede fu, dal 1954, l'ex convento degli Agostiniani. Lo stesso Centini favorì l'arrivo in diocesi dei barnabiti e dei filippini.
All'inizio dell'Ottocento le due sedi di Macerata e Tolentino furono rette dal passionista Vincenzo Maria Strambi, elevato agli onori degli altari nel 1950 da papa Pio XII, che lo proclamò patrono delle diocesi il 7 settembre 1957, con la lettera apostolica  Plurimi floruerunt.
Dopo il concilio Vaticano II ai vescovi di Macerata e Tolentino furono concesse in amministrazione apostolica le diocesi di Cingoli (1964), Treia (1966) e Recanati (1970), ponendo così le basi per l'unione delle cinque sedi marchigiane.
L'11 febbraio 1976 Francesco Tarcisio Carboni fu nominato vescovo di tutte e cinque le sedi marchigiane che furono così unite in persona episcopi; con questa nomina ebbero formalmente termine le unioni di Treia con San Severino Marche e di Cingoli con Osimo.
Nel 1984 la diocesi di Macerata acquisì il territorio del comune di Appignano che era appartenuto alla diocesi di Osimo.
Il 25 gennaio 1985, con il decreto Quo aptius della Congregazione per i vescovi, Macerata, Tolentino, Recanati, Cingoli e Treia furono unite aeque principaliter. Le cinque sedi comprendevano questi territori: Cingoli e Treia i soli territori dei rispettivi comuni; la diocesi di Tolentino i comuni di Tolentino e di Colmurano; la diocesi di Macerata i comuni di Macerata, Urbisaglia, Pollenza e Appignano; la sede di Recanati i comuni di Recanati, Porto Recanati, Montelupone, Montecassiano e Montefano.
Il 30 settembre 1986, con il decreto Instantibus votis della medesima Congregazione per i vescovi, fu stabilita la plena unione delle cinque diocesi e la nuova circoscrizione ecclesiastica assunse il nome di Macerata-Tolentino-Recanati-Cingoli-Treia. Contestualmente, la diocesi divenne suffraganea dell'arcidiocesi di Fermo.
Il 19 giugno 1993 la diocesi ricevette la visita pastorale di papa Giovanni Paolo II, che nell'occasione benedisse la prima pietra del seminario diocesano missionario Redemptoris Mater.
Il 17 dicembre 2022 la diocesi ha assunto il nome attuale, in forza del decreto Plenam optatam unionem del Dicastero per i vescovi; contestualmente il titolo di cattedrale è stato trasferito alla collegiata di San Giovanni e la Madonna, invocata con il titolo di Mater Misericordiae, è stata proclamata unica patrona della diocesi.

## Cronotassi dei vescovi
Si omettono i periodi di sede vacante non superiori ai 2 anni o non storicamente accertati.

### Vescovi di Macerata
- Federico † (18 novembre 1320 - 6 giugno 1323 nominato vescovo di Senigallia)
- Beato Pietro Mulucci, O.F.M. † (6 giugno 1323 - 29 ottobre 1347 deceduto)
- Guido da Riparia † (5 novembre 1347 - 21 ottobre 1349 nominato vescovo di Massa Marittima)
- Nicolò da San Martino, O.P. † (21 ottobre 1349 - 8 gennaio 1356 nominato vescovo di Macerata e Recanati)

### Vescovi di Macerata e Recanati
- Nicolò da San Martino, O.P. † (8 gennaio 1356 - 1369 deceduto)
- Oliviero da Verona † (19 febbraio 1369 - 29 aprile 1374 nominato vescovo di Ceneda)
- Bartolomeo Zambrosi † (29 aprile 1374 - 1383 deceduto)
  - Paolo † (19 settembre 1382 - ?) (antivescovo)
- Niccolò Vanni † (1383 - ?)
- Angelo Cino † (20 luglio 1385 - 9 settembre 1409 dimesso)
  - Angelo Baglioni † (9 settembre 1409 - 1412 deposto) (antivescovo)
  - Nicola, O.E.S.A. † (20 luglio 1412 - 1415 ? deceduto) (antivescovo)
- Marino de Tocco † (6 luglio 1418 - 7 gennaio 1429 nominato vescovo di Chieti)
- Benedetto Guidalotti † (7 gennaio 1429 - 1429)
- Giovanni Vitelleschi † (16 aprile 1431 - 12 ottobre 1435 nominato arcivescovo di Firenze)
- Tommaso Tommasini, O.P. † (24 ottobre 1435 - 15 ottobre 1440 nominato vescovo di Feltre e Belluno)
- Nicolò dall'Aste † (10 dicembre 1440 - 1460 deceduto)
- Pietro Giorgi † (1460 - 7 ottobre 1469 deceduto)
  - Francesco Morosini † (2 febbraio 1470 - 3 ottobre 1470 deceduto) (amministratore apostolico)
- Andrea de' Pili † (4 settembre 1471 - ottobre 1476 deceduto)
- Girolamo Basso della Rovere † (5 ottobre 1476 - 1º settembre 1507 deceduto)
- Teseo de Cuppis † (20 ottobre 1507 - 1528 deceduto)
  - Giovanni Domenico de Cupis † (1528 - 29 gennaio 1535 dimesso) (amministratore apostolico, dal 1516 per la sola sede di Macerata)
- Vescovi della sola sede di Macerata (1516-1571):
  - Giovanni Leclerc † (29 gennaio 1535 - 1545 deceduto)
  - Filippo Riccabella † (27 gennaio 1546 - 6 marzo 1553 nominato vescovo di Recanati)
  - Gerolamo Melchiorri † (6 marzo 1553 - 1571 nominato vescovo di Macerata e Recanati)
- Gerolamo Melchiorri † (1571 - 1573 dimesso)
- Galeazzo Moroni † (10 giugno 1573 - 10 dicembre 1586[10] nominato vescovo di Macerata e Tolentino)

### Vescovi di Macerata e Tolentino
- Galeazzo Moroni † (10 dicembre 1586 - 1º settembre 1613 deceduto)
- Felice Centini, O.F.M.Conv. † (23 settembre 1613 - 24 gennaio 1641 deceduto)
- Papirio Silvestri † (14 luglio 1642 - febbraio 1659 deceduto)
- Francesco Cini † (15 novembre 1660 - maggio 1684 deceduto)
- Fabrizio Paolucci † (9 aprile 1685 - 27 gennaio 1698 nominato arcivescovo, titolo personale, di Ferrara)
- Alessandro Varano † (21 luglio 1698 - 20 ottobre 1735 deceduto)
- Ignazio Stelluti † (19 dicembre 1735 - 5 maggio 1756 deceduto)
- Carlo Augusto Peruzzini, B. † (20 settembre 1756 - 11 gennaio 1777 deceduto)
- Domenico Spinucci † (12 maggio 1777 - 27 giugno 1796 nominato arcivescovo di Benevento)
- Alessandro Alessandretti † (27 giugno 1796 - 6 dicembre 1800 dimesso)
- San Vincenzo Maria Strambi, C.P. † (20 luglio 1801 - 11 novembre 1823 dimesso)
- Francesco Ansaldo Teloni † (24 maggio 1824 - 31 gennaio 1846 deceduto)
- Luigi Clementi † (21 settembre 1846 - 8 agosto 1851 nominato arcivescovo titolare di Damasco)
- Amadio Zangari † (5 settembre 1851 - 31 maggio 1864 deceduto)
  - Sede vacante (1864-1867)
- Gaetano Franceschini † (27 marzo 1867 - 31 maggio 1881 deceduto)
- Sebastiano Galeati † (4 agosto 1881 - 23 maggio 1887 nominato arcivescovo di Ravenna)
- Roberto Papiri † (25 novembre 1887 - 29 novembre 1895 nominato arcivescovo di Fermo)
- Giambattista Ricci † (29 novembre 1895 - 9 giugno 1902 nominato vescovo di Jesi)
- Raniero Sarnari † (9 giugno 1902 - 25 gennaio 1916 deceduto)
- Romolo Molaroni † (30 settembre 1916 - 14 agosto 1919 deceduto)
- Domenico Pasi † (15 dicembre 1919 - 20 settembre 1923 deceduto)
- Luigi Ferretti † (24 marzo 1924 - 26 novembre 1934 deceduto)
- Domenico Argnani † (15 giugno 1935 - 1º ottobre 1947 deceduto)
- Silvio Cassulo † (28 aprile 1948 - 27 novembre 1968 deceduto)
- Ersilio Tonini † (28 aprile 1969 - 22 novembre 1975 nominato arcivescovo di Ravenna e Cervia)
- Francesco Tarcisio Carboni † (11 febbraio 1976 - 25 gennaio 1985 nominato vescovo di Macerata, Tolentino, Recanati, Cingoli e Treia)

### Vescovi di Macerata-Tolentino-Recanati-Cingoli-Treia
- Francesco Tarcisio Carboni † (25 gennaio 1985 - 20 novembre 1995 deceduto)
- Luigi Conti † (28 giugno 1996 - 13 aprile 2006 nominato arcivescovo di Fermo)
- Claudio Giuliodori (22 febbraio 2007 - 26 febbraio 2013 nominato assistente ecclesiastico generale dell'Università Cattolica del Sacro Cuore)
- Nazzareno Marconi (3 giugno 2014 - 17 dicembre 2022 nominato vescovo di Macerata)

### Vescovi di Macerata
- Nazzareno Marconi, 17 dicembre 2022

## Statistiche
La diocesi nel 2023 su una popolazione di 144.890 persone contava 139.200 battezzati, corrispondenti al 96,1% del totale.
| anno                                                 | popolazione | popolazione | popolazione | presbiteri | presbiteri | presbiteri | presbiteri                | diaconi | religiosi | religiosi | parrocchie |
| anno                                                 | battezzati  | totale      | %           | numero     | secolari   | regolari   | battezzati per presbitero | diaconi | uomini    | donne     | parrocchie |
| ---------------------------------------------------- | ----------- | ----------- | ----------- | ---------- | ---------- | ---------- | ------------------------- | ------- | --------- | --------- | ---------- |
| diocesi di Macerata e Tolentino                      |             |             |             |            |            |            |                           |         |           |           |            |
| 1950                                                 | 40.000      | 40.000      | 100,0       | 96         | 67         | 29         | 416                       |         | 29        | 162       | 17         |
| 1970                                                 | 68.465      | 68.547      | 99,9        | 159        | 88         | 71         | 430                       |         | 84        | 197       | 36         |
| 1980                                                 | 52.010      | 52.412      | 99,2        | 114        | 59         | 55         | 456                       |         | 65        | 168       | 25         |
| diocesi di Macerata-Tolentino-Recanati-Cingoli-Treia |             |             |             |            |            |            |                           |         |           |           |            |
| 1990                                                 | 132.381     | 133.323     | 99,3        | 245        | 128        | 117        | 540                       | 1       | 137       | 247       | 67         |
| 1999                                                 | 134.800     | 137.258     | 98,2        | 218        | 116        | 102        | 618                       | 4       | 134       | 201       | 67         |
| 2000                                                 | 133.290     | 136.030     | 98,0        | 221        | 121        | 100        | 603                       | 4       | 116       | 194       | 67         |
| 2001                                                 | 134.750     | 138.200     | 97,5        | 218        | 119        | 99         | 618                       | 4       | 116       | 198       | 67         |
| 2002                                                 | 128.600     | 132.300     | 97,2        | 214        | 115        | 99         | 600                       | 4       | 117       | 159       | 67         |
| 2003                                                 | 134.556     | 138.478     | 97,2        | 218        | 119        | 99         | 617                       | 5       | 129       | 150       | 67         |
| 2004                                                 | 134.412     | 138.940     | 96,7        | 203        | 121        | 82         | 662                       | 5       | 103       | 145       | 67         |
| 2013                                                 | 142.000     | 147.783     | 96,1        | 182        | 116        | 66         | 780                       | 13      | 85        | 152       | 67         |
| 2016                                                 | 142.200     | 148.000     | 96,1        | 142        | 108        | 34         | 1.001                     | 13      | 47        | 142       | 67         |
| 2019                                                 | 141.490     | 147.180     | 96,1        | 175        | 141        | 34         | 808                       | 13      | 47        | 142       | 67         |
| 2021                                                 | 140.900     | 146.620     | 96,1        | 138        | 109        | 29         | 1.021                     | 17      | 42        | 130       | 67         |
| 2023                                                 | 139.200     | 144.890     | 96,1        | 133        | 104        | 29         | 1.046                     | 17      | 41        | 120       | 67         |